# 12382 Niagara Falls
12382 Niagara Falls (1994 SO5) là một tiểu hành tinh vành đai chính được phát hiện ngày 28 tháng 9 năm 1994 bởi Spacewatch ở Kitt Peak.